# Ischnoptera pallipes
Ischnoptera pallipes är en kackerlacksart som först beskrevs av Samuel Hubbard Scudder 1869.  Ischnoptera pallipes ingår i släktet Ischnoptera och familjen småkackerlackor. Inga underarter finns listade i Catalogue of Life.